# ديمون لورد دانتي
ديمون لورد دانتي (باليابانية: 魔王ダンテ) ، هي عنوان مجلة مصورة يابانية من نوع رعب وأكشن، من تأليف جو ناغاي ، بدأت إصدارها الأول سنة 1971م.

## وصلات خارجية
- ديمون لورد دانتي (أنمي) في شبكة أخبار الأنمي
- ديمون لورد دانتي على موقع IMDb (الإنجليزية)
- ديمون لورد دانتي على موقع كينوبويسك (الروسية)
- ديمون لورد دانتي على موقع قاعدة بيانات الفيلم (الإنجليزية)
- ديمون لورد دانتي على موقع ANN anime (الإنجليزية)